# Збаразький повіт (ЗУНР)
Збаразький повіт — адміністративна одиниця у складі Австро-Угорщини, ЗУНР, потім — Тернопільського воєводства Другої Польської республіки у 1921—1939 роках, СРСР (1939—1940). Територія сучасного Збаразького району Тернопільської області (крім північної частини, що входила до складу Волинського воєводства).
Адміністративний центр — місто Збараж, населення якого становило близько 8 500 мешканців

## Географія
Територія становила 740 км². Населення — 65 450.
Збаразький повіт знаходився на північному сході Тернопільського воєводства. З півдня межував зі Скалатським, на заході з Тернопільським повітами Тернопільського воєводства, а на півночі — з Волинським воєводством.

## У складі Тернопільського воєводства
Включений до складу Тернопільського воєводства Польської республіки після утворення воєводства у 1920 році на окупованих землях ЗУНР.

### Адміністративний поділ

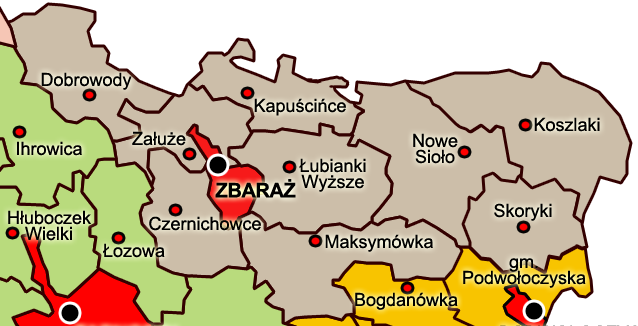
Збаразький повіт

Законом Польщі 12 лютого 1926 р. присілок «Чагарі-Збаразькі» вилучено з міської гміни (громади) Збараж і утворено самоврядну адміністративну гміну.
1 жовтня 1927 р. вилучено частини гмін (громад) Вищі Луб'янки і Нижчі Луб'янки, та з них утворено самоврядну адміністративну гміну Новий Роговець.
1 жовтня 1931 р. значна частина земель села Іванчани передані селу Курники.
Відповідно до розпорядження міністра внутрішніх справ Польщі від 14 липня 1934 року «Про поділ повіту Збаразького у воєводстві Тернопільському на сільські ґміни», 1 серпня 1934 року у Збаразькому повіті дотогочасні сільські гміни (самоврядні громади) були позбавлені функції самоврядування і об'єднані в новоутворені об'єднані сільські ґміни (відповідають волостям).

#### Міста (міські ґміни)
1. м. Збараж

#### Сільські ґміни
Кількість:
1920—1926 рр. — 59
1926—1927 рр. — 60
1927—1934 рр. — 61
1934—1939 рр. — 9
| Об'єднані сільські ґміни 1934 року | Об'єднані сільські ґміни 1934 року | Старі сільські ґміни | Кількість |
| ---------------------------------- | ---------------------------------- | --- | --------- |
| 1                                  | Ґміна Луб'янки Вижні               | Грицівці, Добромірка, Кретівці, Луб'янки Вижні (Вищі Луб'янки), Луб'янки Нижнє (Нижчі Луб'янки), Новий Роговець (з 01.10.1927), Чагарі Збаразькі (з 01.02.1926)                             | 7         |
| 2                                  | Ґміна Доброводи                    | Березовиця Мала, Доброводи, Іванчани, Кобилля, Курники-Іванчанські (Курники), Нетреба, Новики, Опрілівці, Чумалі                                                                            | 9         |
| 3                                  | Ґміна Залуже                       | Базаринці, Глибочок Малий, Залужжя, Зарубинці, Івашківці, Тарасівка | 6         |
| 4                                  | Ґміна Капусцінцє                   | Зарудечко, Капусцінце (Капустинці), Красносєльце (Красносільці), Розношинце (Розношинці), Сєнюхувка (Синягівка), Сєнява (Синява)                                                            | 6         |
| 5                                  | Ґміна Кошляки                      | Гнилице Вельке (Гнилиці), Голотки, Кошляки, Пальчинце (Пальчинці), Токі (Токи) | 5         |
| 6                                  | Ґміна Максимувка                   | Клебанювка (Клебанівка), Куйданце (Киданці), Романове Сьоло (Романове Село), Стриювка (Стриївка), Яцовце (Яцівці)                                                                           | 5         |
| 7                                  | Ґміна Нове Сьоло                   | Гнилице Мале (Гнилички), Гущанки, Козярі, Лісечинце (Лисичинці), Лозувка (Лозівка), Нове Сьоло (Нове село), Ободувка (Ободівка), Суховце (Сухівці), Терпілувка (Терпилівка), Шельпаки, Шили | 11        |
| 8                                  | Ґміна Скорики                      | Воробіївка, Голошинце (Голошинці), Клімковце (Климківці), Мединь (Медин), Пєньковце (Пеньківці), Просовце (Просівці), Скорики                                                               | 7         |
| 9                                  | Ґміна Черніховце                   | Валахувка (Валахівка), Зарудзє (Заруддя) (містечко до 1934 р), Збараж Старий, Охримовце (Охримівці), Черніховце (Чернихівці)                                                                | 5         |

* Виділено містечка, що були у складі сільських ґмін та не мали міських прав.

### Населення
У 1907 році греко-католики становили 62 % населення повіту.
У 1939 році в повіті проживало 69 940 мешканців (42 600 українців-греко-католиків — 60,91 %, 12 540 українців-латинників — 17,93 %, 10 320 поляків — 14,76 %, 605 польських колоністів міжвоєнного періоду — 0,87 %, 3 855 євреїв  — 5,51 %).
Публіковані польським урядом цифри про національний склад повіту за результатами перепису 1931 року (з 65 579 населення ніби-то було аж 32 740 (49,92 %) поляків при 29 609 (45,15 %) українців, 3 142 (4,79 %) євреїв і 7 (0,0 %) німців) суперечать шематизмам і даним, отриманим від місцевих жителів (див. вище) та пропорціям за допольськими (австрійськими) та післяпольськими (радянським 1940 і німецьким 1943) переписами.

## Радянський період
27 листопада 1939 р. повіт включено до новоутвореної Тернопільської області.
17 січня 1940 р. повіт ліквідовано в результаті поділу території на Збаразький і Новосільський райони.